# Armengol Amill
Armengol Amill (Bonestarre, 1665 – Crotona, 1732) fue un militar español partidario de la Casa de Austria durante la Guerra de Sucesión Española. Estuvo al servicio de los Tres Comunes durante la Campaña de Cataluña (1713-1714).  
Nacido en el Pallás, se trasladó al Ampurdán, donde desposó con Rosa Pont i Garriga (hija de Francesch y María Serra) de Agullana y ejerció de profesor. Al estallar la guerra formó parte de una partida de miquelets de la que llegó a ser coronel en 1711. Al comenzar la última fase de la Guerra de Sucesión, la denominada campaña de Cataluña (1713-1714), se puso al servicio de los Tres Comunes al mando de un regimiento de fusileros de montaña y combatió contra las tropas borbónicas en el interior de Cataluña. Bajo las órdenes del marqués del Poal, fue el más sanguinario de los comandantes catalanes y responsable de las ejecuciones sumarias de presos borbónicos y partidas de butifleros. Capturado tras el fin de la rebelión, pudo escapar al Imperio Austríaco, luchando al servicio del emperador Carlos de Austria contra los turcos. En 1730 fue nombrado gobernador de la fortaleza de Crotona (reino de Nápoles), donde murió en 1732.